# Ľubomíra Kaminská
Ľubomíra Kaminská (Ubrezs, 1954. április 1. –) szlovák régész, egyetemi oktató. Elsősorban a paleolitikum időszakával foglalkozik.

## Élete
1978-ban végzett régészet szakon a pozsonyi Comenius Egyetemen, majd a tőketerebesi múzeumban dolgozott. 1979-től a Régészeti Intézet kassai kirendeltségén ténykedik. 1980-ban kisdoktorit szerzett Brünnben, majd 1989-ben a tudományok kandidátusa címet Nyitrán. 2008-ban docenssé habilitált Pozsonyban. 2004 óta oktat a Rózsahegyi Katolikus Egyetem kassai Teológiai Karán, illetve a Kassai Egyetemen, valamint 2006-tól a pozsonyi Comenius Egyetemen.
1991-1997 között a Slovenská archeológia, 1998 óta a Východoslovenský pravek, 2000 óta a Praehistoria szakmai periodikumainak szerkesztőbizottsági tagja. 1998 óta az UNESCO mellett működő Union international des sciences préhistoriques et protohistoriques, Commission VIII, Paléolithique supérieur tagja.
Ásatott többek között Alsógyertyánon, Ájon, Bánkán, Cékén, Csicseren, Detrekőszentmiklóson, Gercselyen, Hőlakon, Kassán, Lándzsásötfalun, Nemsón, Trencsénteplicen és Tőketerebesen.

## Művei
- 1982 Románska sakrálna stavba a cintorín z 12.–14. storočia v Trebišove. In: Tajták, L.: Dejiny Trebišova. Košice, 64-70.
- 1995 Katalóg štiepanej kamennej industrie z Hrčeľa-Pivničiek a Veliat. Nitra. ISBN 8088709210
- 1995 Košice a okolie v praveku a včasnej dobe dejinnej – Stručný sprievodca po archeologických pamiatkach. Sečovce.  helytelen ISBN kód: 8096737208 (szlovákul és angolul)
- 2000 Hôrka-Ondrej – Research of a Middle Paleolithic travertine locality. Nitra.  helytelen ISBN kód: 8088709749 (angolul, társszerző)
- 2005 Hôrka-Ondrej – Osídlenie spišských travertínov v staršej dobe kamennej. Nitra. ISBN 8088709741
- 2005 Pleistocene environments and archaeology of the Dzeravá skala cave, Lesser Carpathians, Slovakia. Kraków. ISBN 836018318X. (angolul, tsz. Janusz Kozłowski, Jiří Svoboda)
- 2010 Čičarovce-Veľká Moľva – Výskum polykultúrneho sídliska. Nitra